# Charles Webb
Charles Webb (San Francisco, California, 9 de junio de 1939 - 16 de junio de 2020) fue un escritor, novelista y guionista estadounidense, autor de varias novelas, de entre las cuales destaca El graduado, su primer libro; famoso por la película del mismo nombre dirigida por Mike Nichols.

## El graduado
Su primera novela fue publicada en 1963 bajo el título de El graduado. A pesar de ser recordada por su adaptación cinematográfica del mismo nombre, es una novela con una prosa atrapante y un lenguaje directo. La historia  introduce el arquetípico personaje de la Sra. Robinson, quien se convirtió en un ícono de la cultura norteamericana.
La historia fue rodada en 1967 bajo la dirección de Mike Nichols, y obtuvo un gran éxito internacional. A pesar de ello, Webb declaró que la gigantesca popularidad de la película tuvo su lado negativo, pues a partir de entonces, los críticos dejaron de considerarlo un artista serio. Los derechos de la historia se vendieron por la cantidad de 20 000 dólares. Además, su nombre fue poco asociado en la publicidad y la distribución de la película, a pesar de que esta última fue fiel en todos los aspectos al libro.
Falleció a los ochenta y un años el 16 de junio de 2020.